# シーネンツェッペリン

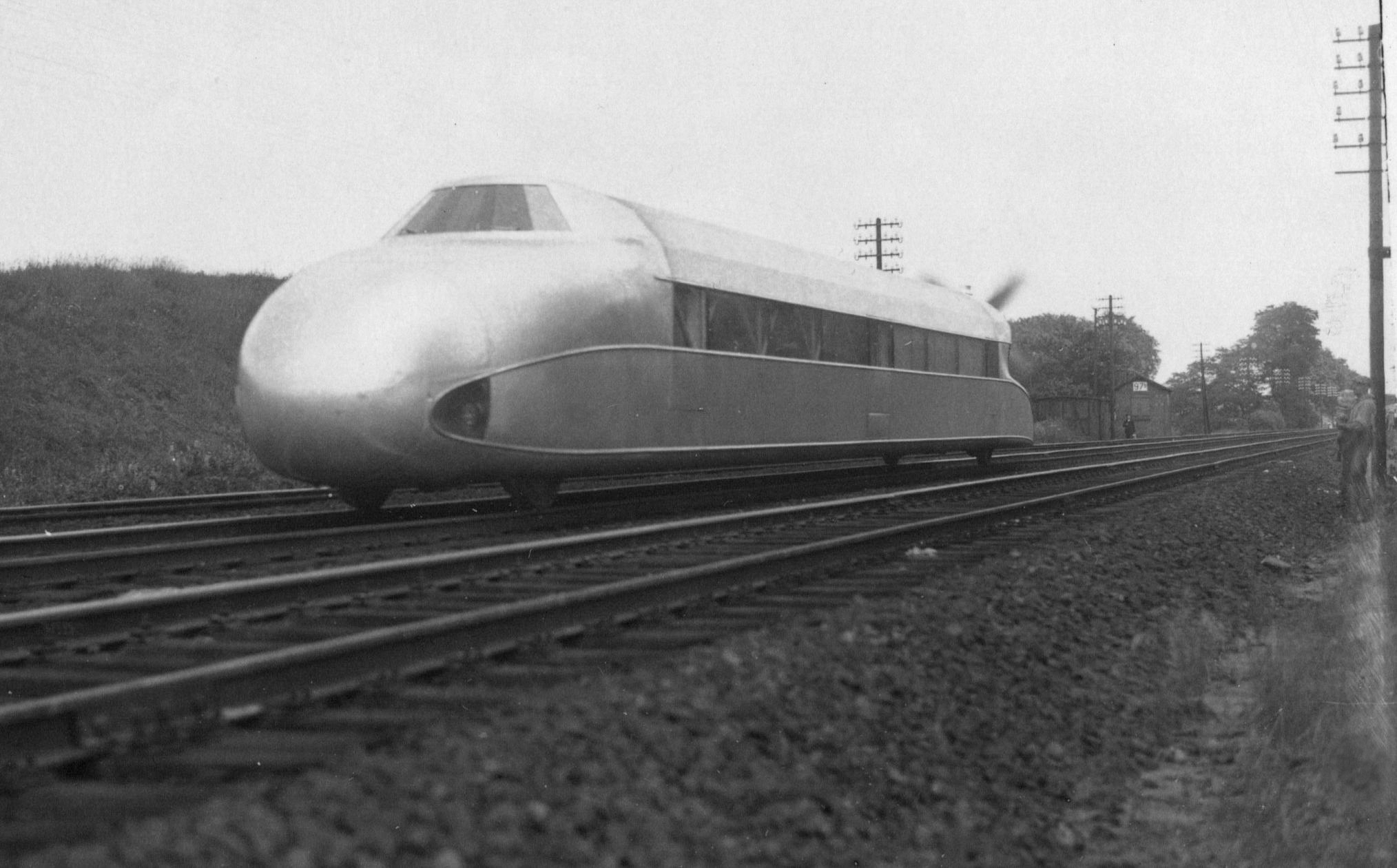
エルクラート (Erkrath) - ホッホダール (Hochdahl) 間の急勾配を走るシーネンツェッペリン

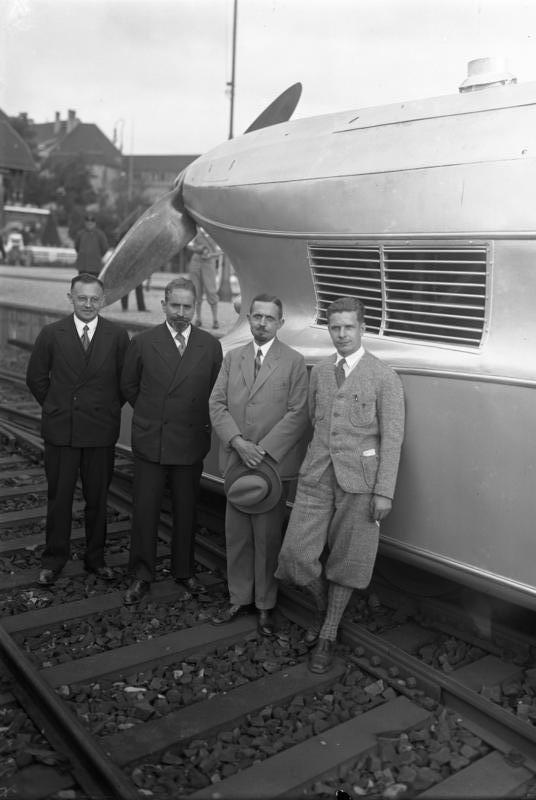
開発者のクルッケンベルク(左から2人目)

シーネンツェッペリン（ドイツ語: Schienenzeppelin）、またはレールツェッペリン (rail zeppelin) は、ドイツの飛行機技術者であるフランツ・クルッケンベルク (Franz Kruckenberg) によって1929年に設計・開発された、プロペラ推進式の鉄道車両である。1両のみが試作された。ツェッペリン飛行船に外観が似ていることから、その名がある。

## 歴史
シーネンツェッペリンは1930年初頭にドイツ国営鉄道（ドイツ国鉄）のハノーファー・ラインハウゼン工場 (Hannover-Leinhausen) で製造された。同年秋に完成した。全長は25.85 メートル、全高は2.8 メートルで二軸車であり、ホイールベースは19.6 メートルであった。製造当初は600馬力のBMW VI型12気筒航空機用エンジンを備え、セイヨウトネリコの木で作られた固定ピッチの4枚羽のプロペラ（後に2枚羽になった）を駆動していた。駆動軸は水平より7度上に傾けられていて、前方への推力とともに一定のダウンフォースを得ていた。シーネンツェッペリンの車体は空気力学を応用して設計され、その当時人気があったツェッペリン飛行船と似たところがあり、また軽量化のために航空機の方式で製造された。内装は質素で、バウハウス様式で設計された。
1931年5月10日、シーネンツェッペリンは初めて200 km/hを突破した。その後、ドイツ中で公衆に展示された。1931年6月21日、シーネンツェッペリンはベルリンとハンブルクを結ぶ経路上にあるカールシュテット (Karstädt) - デルゲンティン (Dergenthin) 間で230 km/hを達成し、世界の鉄道の高速記録を更新した。この記録は1954年まで更新されなかった。今でもなおガソリン推進式の鉄道車両としては最高速度記録を保持している。この高速性は、何よりもわずか20.3 トンというその軽量性に起因している。

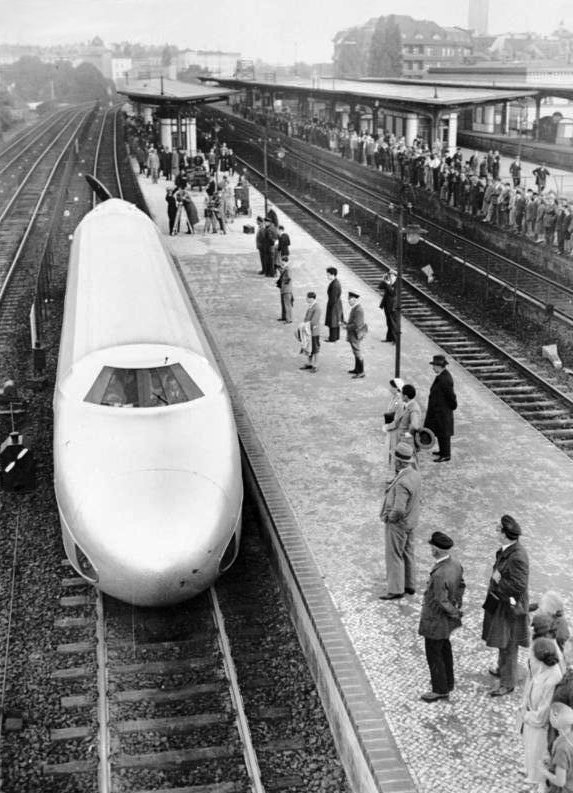
前から
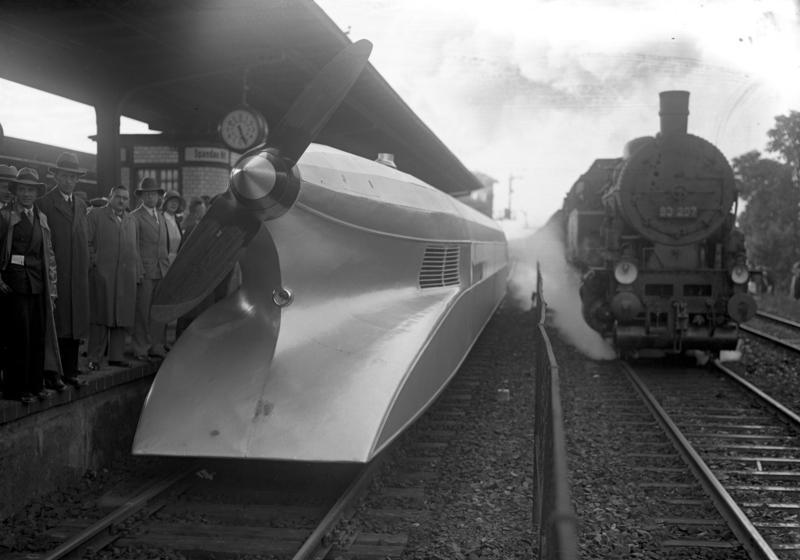
後方
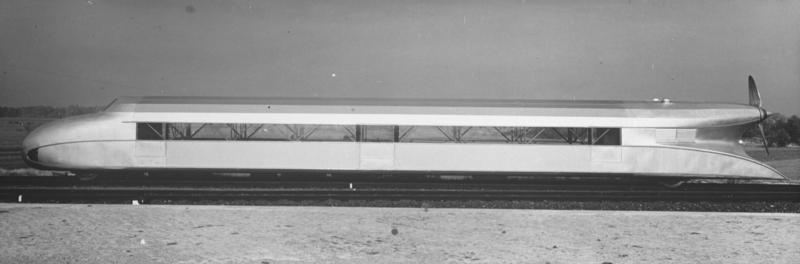
側面

1932年にクルッケンベルクは重要な改良を含む新しいプロジェクトを開始した。シーネンツェッペリンは前輪の後部で切断され、2軸の台車を持つ完全に新しい前頭部を取り付けられて、後のSVT137クラスと似た形となった。後輪の1軸はそのままとされた。改造は1932年11月に完成した。航空機用エンジンはそのまま用いられたが、トランスミッションはフェッティンガーの流体式のものを2つ双方向に駆動できるようにして前部台車に装備された。とがったフェアリング（覆い）がプロペラの部分に装着された。この改造により、車軸配置は日本国鉄式で1-1であったものが、前の付随車軸が取り除かれて2軸の動力台車が装備されて、B-1に変化したことになる。この形式のシーネンツェッペリンは1933年初頭に180 km/hに達した。
シーネンツェッペリンの試作車には多くの問題があったため、ドイツ国鉄は高速鉄道車両の開発は独自の設計で行うことを決定し、1933年高速鉄道車両フリーゲンダー・ハンブルガーを製造した。ドイツ国鉄の新しい設計は定期運行用に適しており、また以後の鉄道車両開発の基礎ともなった。しかしながら、シーネンツェッペリンの経験に基づくクルッケンベルクのアイデアは、後のドイツ国鉄の設計に影響を与えた。
1934年初頭、シーネンツェッペリンは最後の改造を受け、マイバッハ GO 5型エンジンが搭載された。1934年7月にシーネンツェッペリンはドイツ帝国鉄道に1万ライヒスマルクで売却された。5年後、1939年にシーネンツェッペリンは金属を軍事目的に転用するために解体された。

## 失敗の原因
シーネンツェッペリンは、その構造上他の車両を連結して編成を構成することが本質的に難しいということと、混雑した鉄道駅で開放された状態のプロペラを用いることが危険であるということが、問題点に挙げられる。また、クルッケンベルクとドイツ国鉄が独自に高速鉄道車両を開発しようとした熾烈な競争も、結果的にはシーネンツェッペリンを失敗へと導いた。

## フィクション
ウィルバート・オードリーの絵本「汽車のえほん」を原作とするテレビシリーズ「きかんしゃトーマス」に登場するヒューゴのモデルとなった。また、その運転手はシーネンツェッペリンの開発者と同じフランツという名前である。